# Oecothea ellobii
Oecothea ellobii är en tvåvingeart som beskrevs av Gorodkov 1978. Oecothea ellobii ingår i släktet Oecothea och familjen myllflugor. Inga underarter finns listade i Catalogue of Life.